# 주휴수당
주휴수당(週休手當)은 노동자가 유급 주휴일에 받는 돈이다.

## 개요
대한민국의 근로기준법 제55조항에 사용자는 1주일 동안 소정의 근로일수를 개근한 노동자에게 1주일에 평균 1회 이상의 유급휴일을 주어야 한다. 이 유급휴일을 주휴일이라고 한다. 사용자는 주휴일에 통상적인 근로일의 하루치 시급을 주급과 별도로 산정하여 노동자에게 지급해야 한다. 이것이 주휴수당이다.

## 상세
근로기준법상으로 주휴일은 일주일에 15시간 이상 근무하는 모든 노동자가 적용대상이다. 그러므로 단시간 아르바이트도 일주일에 15시간 이상만 일한다면 주휴수당을 받을 수 있다. 주휴수당은 임금이므로 사용자가 이를 지급하지 않는 경우, 임금체불로 고용노동부 진정의 대상이 될 수 있다. 수당지급과 별개로 사용자가 근로자를 휴일 없이 근로시켰을 경우, 근로기준법 55조 위반으로 2년 이하 징역이나 1천만원 이하 과태료 처분이 내려진다.

### 계산방법
주휴수당은 1일 소정근로시간×시간급으로 계산한다. 예를 들어, 주5일근무제로 하루 8시간씩 주40시간 근무하면 8시간×시급의 주휴수당을 받는다. 주5일근무제로 하루에 3시간씩 주15시간 근무하면 3시간×시급의 주휴수당을 받는다. 주5일근무제에서 1주일 중 1일은 주휴일, 다른 1일은 무급휴일이 된다. 주휴일이 반드시 일요일이어야 하는 것은 아니다.

## 역사
1953년 8월 9일 제정 근로기준법 제45조에서 최초로 등장하였다. 당시 휴전협정이후, 제2대 국회시절에 일본 노동기준법을 토대로 만들어졌다. 1997년 3월 13일 새로 개정된 근로기준법 법률 제5309호의거로 제54조(휴일)으로 바뀌었다가, 2007년 4월 11일 근로기준법 법률 제8372호의거로 제55조(휴일)로 변경되어서 현재까지 이어오고 있다.

## 폐지논란
1988년 1월 1일 최저임금제도가 시행되고 경제성장으로 근로자들의 임금이 상승하면서, 서서히 문제점이 드러나기 시작했다. 2010년 아르바이트 노동자들로 출범한 노동조합인 청년유니온이 전국의 주요 커피전문점의 주휴수당 미지급 문제를 조사ㆍ고발하면서 알려지기 시작했다.
2017년 문재인 정부출범이후, 소득주도성장차원으로 매년 10%이상 최저시급을 급격히 인상하기 시작하면서, 중소기업 및 영세 자영업자들이 일제히 주휴수당 폐지 요구하기 시작했다. 그러자 민주노총,한국노총에서 근로자 생활수준 악화를 이유로 폐지반대 목소리를 냈다. 2019년 10월 자유한국당에서 주휴수당 폐지하는 법안을 만들었다가 더불어민주당의 반대로 무산되었다.
2020년 코로나19사태로 인한 자영업의 어려움이 계속되는 상황되자, 주휴수당 기본급화하자는 주장이 나왔다. 2022년 윤석열 정부 출범이후, 미래노동시장연구회에서 주휴수당 폐지권고안을 제시하면서 또다시 논란이 터졌다.
2023년 12월 15일 정의당 류호정 의원과 금태섭 전 의원이 공동 창당하기로 한 새로운 선택당은 ‘주휴수당 폐지', ‘직무급제 도입’을 내건 노동 정책을 발표했다.

## 같이 보기
- 노동법
- 근로기준법
- 아르바이트
- 최저임금